# La vittima designata (Child)
La vittima designata, pubblicato nel 2004 col titolo originale di Persuader, è il settimo romanzo thriller di Lee Child e del protagonista di sempre, l'ex ufficiale della polizia militare USA Jack Reacher.

## Trama
Stavolta Jack Reacher è arruolato da un gruppo di agenti della DEA (l'agenzia statunitense antidroga) che operano senza nessuna autorizzazione per incastrare il ricco Zachary Beck, sospettato di essere un trafficante di droga. Reacher è praticamente costretto a partecipare all'operazione perché sa che nel gruppo dei sospetti trafficanti c'è anche lo spietato Quinn, una sua vecchia conoscenza che dieci anni prima ha ucciso due suoi colleghi.
Oltre alle sue incredibili doti fisiche ed alla prontezza di decisione, stavolta Reacher deve dimostrare doti da grande attore per infiltrarsi tra gli uomini del servizio d'ordine di Zachary Beck. Organizzando una sceneggiatura hollywoodiana Reacher e gli agenti della DEA simulano il salvataggio del giovane Richard Beck da un rapimento, Reacher potrà così introdursi come salvatore nella remota e impenetrabile dimora della famiglia Beck.
Ben presto il nostro protagonista si rende conto che Beck non si è arricchito con il traffico di droga, ma la fiorente ditta di tappeti esotici nasconde un traffico d'armi pilotato da Quinn il criminale che Reacher cerca da 10 anni.

## Edizioni in italiano
- Lee Child, La vittima designata, traduzione di Adria Tissoni, Longanesi, Milano 2007 ISBN 978-88-304-2399-2
- Lee Child, La vittima designata, traduzione di Adria Tissoni, Superpocket, Milano 2008 ISBN 978-88-462-0895-8
- Lee Child, La vittima designata, traduzione di Adria Tissoni, TEA, Milano 2009 ISBN 978-88-502-1835-6
- Lee Child, La vittima designata, traduzione di Adria Tissoni, TEA, Milano 2014 ISBN 978-88-502-3750-0
- Lee Child, La vittima designata, traduzione di Adria Tissoni, TEA, Milano 2018 ISBN 978-88-502-4911-4